# Somma Vesuviana
Somma Vesuviana là một đô thị của Ý. Đô thị này thuộc tỉnh Napoli trong vùng Campania. Somma Vesuviana có diện tích 30,74 km2, dân số theo ước tính năm 2001 của Viện thống kê quốc gia Ý là 32.838 người. 
Các đơn vị dân cư: Somma, Mercato Vecchio, Casamale, Rione Trieste, Santa Maria del Pozzo, Starza della Regina, San Sossio.
Đô thị Somma Vesuviana giáp với các đô thị: